# CAT box
La CAT box (o CAAT box) è, in biologia molecolare, una sequenza di nucleotidi inclusa nella sequenza consenso posta circa 75-80 basi a monte rispetto al sito di inizio della trascrizione.
La CAAT box segnala, assieme alle GC box, il sito di legame per i fattori di trascrizione dell'RNA ed è tipicamente accompagnata dalla sequenza consenso altamente conservata; è tipica di molti promotori eucariotici.
CAAT e GG box sono localizzate in una regione posta 100-150 paia di basi a monte rispetto alla TATA box.
Per l'attivazione della CAAT box è necessario il legame di specifiche proteine, dette proteine che si legano alla CAAT box.
La CAAT box è frequentemente riscontrabile nei geni eucariotici ma assente del tutto nei procarioti.

## Sequenza Consenso
Nella direzione della trascrizione del filamento modello, la sequenza di consenso, o l'ordine calcolato dei residui più frequenti, per la CAAT box era 3'-TG ATTGG (T/C)(T/C)(T/C)(A/G)-5'. L'uso delle parentesi indica che una delle due basi è presente, ma non è specificato per quanto riguarda le loro frequenze relative. Per esempio, "(T/C)" significherebbe che o la timina o la citosina sono preferenzialmente selezionate. All'interno dei metazoi (regno animale), il complesso del fattore legante centrale (CBF)-DNA mantiene un alto grado di conservazione all'interno del motivo legante CCAAT, così come le sequenze che affiancano questo motivo pentamerico.  Va notato che il motivo CCAAT nelle piante (gli spinaci sono stati usati in un esperimento) differisce leggermente dai metazoi in quanto si tratta in realtà di un motivo legante CAAT; il promotore non ha uno dei due residui C del motivo pentamerico, e l'aggiunta artificiale della seconda C non ha effetti significativi sull'attività legante. In alcune sequenze manca completamente la CAAT box. In secondo luogo, i nucleotidi circostanti nelle piante non corrispondono alla sequenza di consenso sopra determinata da Bi et al.